# Archaeotinodes pauper
Archaeotinodes pauper is een fossiele soort schietmot uit de familie Ecnomidae.